# Letters of Last Resort
Als Letters of Last Resort (deutsch Briefe des letzten Mittels) bezeichnet man vier vom jeweils amtierenden Premierminister des Vereinigten Königreichs handgeschriebene Briefe mit Anweisungen für den schlimmsten Fall eines Atomkriegs.
An Bord jedes der vier U-Boote mit ballistischen Raketen der Royal Navy befindet sich jeweils einer der Briefe unter Verschluss. Sollte es im Zuge eines Atomkriegs zur Ausschaltung der britischen Regierung und zur Unterbrechung des Kontakts zur obersten Entscheidungsebene der Streitkräfte des Vereinigten Königreichs kommen, so erhalten die Kommandanten der U-Boote in diesen Briefen Anweisungen, wie sie in dieser Situation vorgehen sollen, speziell, ob sie ihre Nuklearwaffen einsetzen sollen.
Werden die Briefe nicht benötigt – was bis jetzt immer der Fall gewesen ist –, dann werden sie bei Amtsantritt eines neuen Premierministers ungeöffnet vernichtet und durch die Anweisungen des neuen Amtsinhabers ersetzt.
Anders als die Atomwaffen der US-Streitkräfte sind die britischen Atomwaffen gegenwärtig nicht mit einem zentralisierten Sicherheitssystem ähnlich dem amerikanischen PAL-System ausgestattet. Das bedeutet, dass die Besatzung eines britischen Unterseeboots eine Atomrakete scharfschalten und starten kann, ohne dass dazu zuvor von der britischen Regierung spezielle Autorisationscodes übermittelt werden müssen. Die britische Regierung hält ein solches System aufgrund der Gestaltung des Abschussprozesses an Bord ihrer Unterseeboote für nicht notwendig. Dieses Vorgehen ist die Grundvoraussetzung für das Funktionieren des Systems der Letters of Last Resort, da nur so sichergestellt ist, dass ein Unterseebootskommandant selbst im Falle eines vollkommen überraschenden Schlags gegen die politische und militärische Führung, der diese auslöscht, bevor sie die Autorisierung ausgibt, noch den Atomwaffeneinsatz einleiten kann.
Laut dem amerikanischen Journalisten Ron Rosenbaum sind diese Letters of Last Resort in ihrer Funktion einmalig. Von keiner anderen Atommacht sei bekannt, dass sie ein System unterhält, das auch nach der Ausschaltung der politischen Führung noch Anweisungen für den Nuklearwaffeneinsatz geben kann. Es sei jedoch auf das einen ähnlichen Zweck erfüllende sowjetische System der Toten Hand hingewiesen.

## Optionen
Gemäß der Dokumentationssendung The Human Button von Radio BBC 4 wird dem Premierminister die Auswahl einer von vier Optionen als Anweisung in den Briefen empfohlen. Der Premierminister instruiert den U-Boot-Kommandanten wie folgt:
- Mit Kernwaffen zurückschlagen
- Nicht zurückschlagen
- Selbständig eine Entscheidung über einen Gegenschlag treffen
- Das U-Boot, wenn möglich, unter das Kommando eines befreundeten Alliierten stellen. Die Dokumentation erwähnt dabei Australien und die Vereinigten Staaten.